# 鷹眼 (電影)
是一部於2008年的美國動作驚悚電影，由D·J·克魯索執導，西亞·李畢福、蜜雪兒·摩納漢和比利·鮑伯·松頓主演。劇情講述兩名互不相干的人，突然被捲入一場國際恐怖攻擊陰謀，他們得先取得彼此信任，找出掌控事件的幕後主使。
影片分級MPAA評級為PG-13，北美於2008年9月26日首映，將以一般35mm與IMAX戲院上映。

## 劇情
傑瑞·蕭（Jerry Shaw，西亞·李畢福飾演）是一位影印店員工，曾經當過背包族，過著平凡的生活，某日他接到自己父母的電話，得知他的雙胞胎哥哥空軍公關部軍官伊森·蕭（Ethan Shaw）因為車禍過世，雖然和哥哥沒有深厚的感情，但是他依然在遺體前難過落淚，就在喪禮結束的那天，Jerry Shaw的戶口突然多出了75萬美元的存款，而租賃的小套房更收到一堆東西，包括夜視鏡、軍火、危險化學物品等，讓他在返家後3分鐘內被FBI當成恐怖份子帶走。此時有一名「女人」打電話來告訴他接下來要做的每一件事情，甚至還以誇張的方式幫助他逃離FBI的掌控，Jerry Shaw根本沒有選擇的餘地，因為如果不按照「那個女人」的話去作，他很有可能即刻丟了性命，或是被FBI當成恐怖份子抓走，可是他卻完全不知道「那個女人」最終的目的為何？
在Jerry Shaw逃亡的過程中，遇上一名與他同樣捲入離奇攻擊事件內的單親媽媽瑞秋·霍洛曼（蜜雪兒·摩納漢飾演），兩人得在短時間內信任彼此，合力找出幕後操控一切的真兇，怎料一路以來不斷要求他們服從指令的「那個女人」，居然是一部超級電腦……

## 演員
- 西亞·李畢福 飾演 Jerry Shaw 和 Ethan Shaw（雙胞胎）
- 蜜雪兒·摩納漢 飾演 瑞秋·霍洛曼（Rachel Holloman）
- 茱莉安·摩爾 飾演 超級電腦 愛莉亞（ARIIA，配音）
- 蘿莎瑞·道森 飾演 美國空軍調查辦公室探員 Zoë Perez
- 麥克·切克里斯 飾演 美國國防部長 George Callister
- 比利·鮑伯·松頓 飾演 美國聯邦調查局反恐處處長 Tom Morgan
- 伊桑·恩布里 飾演 Toby Grant
- 安東尼·麥奇 飾演 William Bowman
- 安東尼·阿茲基（英语：Anthony Azizi） 飾演 Ranim Khalid
- 卡梅隆·伯埃斯 飾演 Sam Holloman

## 反響

### 專業評價
爛番茄新鮮度26%，基於178條評論，平均分為4.6/10，而在Metacritic上得到43分。

## 外部連結
- 互联网电影数据库（IMDb）上《Eagle Eye》的资料（英文）
- AllMovie上《鷹眼》的资料（英文）
- Box Office Mojo上《鷹眼》的資料（英文）
- 爛番茄上《鷹眼》的資料（英文）
- Metacritic上《鷹眼》的資料（英文）
- Yahoo奇摩電影上《鷹眼》的資料（繁體中文）
- 開眼電影網上《鷹眼》的資料（繁體中文）
- 时光网上《鷹眼》的資料（简体中文）
- 豆瓣电影上《鷹眼》的資料 （简体中文）